# Charpennes - Charles Hernu
Charpennes - Charles Hernu è una stazione della metropolitana di Lione, interscambio tra le linee A e B. Di quest'ultima costituisce uno dei due capolinea.
È situata sotto Place Charles Hernu, nel quartiere di Charpennes-Tonkin a Villeurbanne.

## Storia
La stazione fu aperta al traffico con il nome di Charpennes – Villeurbanne il 2 maggio 1978, quando furono attivate la linea A da Perrache a Laurent Bonnevay - Astroballe e la linea B e da Charpennes a Part-Dieu.
Assunse la denominazione attuale il 12 gennaio 1990.